# Гущин, Виктор Владимирович
Виктор Владимирович Гущин — российский учёный в области переработки мяса птиц, технологии производства продуктов животноводства, член-корреспондент РАСХН (2005), член-корреспондент РАН (2014).

## Биография
Родился 14.09.1938 в Полтаве. Окончил Московский институт мясной и молочной промышленности (1960).
- 1960—1966 главный механик, главный инженер Азовского мясоптицекомбината.
- 1966—1974 главный инженер, с 1971 начальник Курганского объединения мясной промышленности.
- 1974—1984 главный инженер, с 1983 генеральный директор Ставропольского производственного объединения мясной промышленности,
- 1984—1989 генеральный директор НПО птицеперерабатывающей и клеежелатиновой промышленности «Комплекс»,
- с 1989 г. — директор ВНИИ птицеперерабатывающей промышленности, с 2015 года — его научный руководитель.

## Научная деятельность
Доктор с.-х. наук (2004, тема диссертации «Повышение качества и снижение потерь мяса птицы на стадиях производства»), член-корреспондент РАСХН (2005), член-корреспондент РАН (2014).
Разработал классификацию воздействий факторов при выращивании, доставке, переработке птицы на показатели качества и потери сырья и систему мониторинга внешних дефектов тушек с определением их этиологии.

### Научные труды
Опубликовал около 100 научных трудов, в том числе свыше 10 книг и брошюр.
Книги:
- Технология полуфабрикатов из мяса птицы / соавт.: Б. В. Кулишев и др. — М.: Колос, 2002. — 196 с.
- Технологические основы производства и переработки продукции животноводства: учеб.пособие для студентов вузов. / соавт.: А. В. Архипов и др. — М.: Изд-во МГТУ им. Н. Э. Баумана, 2003. — 807 с.
- Охрана труда в мясной промышленности: (сб. норматив. актов и метод. материалов) / Всерос. НИИ мясн. пром-сти им. В. М. Горбатова. — М., 2004. — 341 с.
- Промышленное птицеводство / соавт.: А. П. Агеечкин и др.; Всерос. н.-и. и технол. ин-т птицеводства.- 4-е изд. — Сергиев Посад, 2005. — 599 с.
- Новые решения в производстве птицеводческой продукции и переработке птиц и яиц: обзор мирового опыта / соавт.: Н. И. Риза-Заде, Г. Е. Русанова; Всерос НИИ птицеперераб. пром-сти. — Ржавки, 2008. — 207 с.
- Современные проблемы птицеперерабатывающей промышленности: материалы мониторинга зарубеж. печати / соавт.: Н. И. Риза-Заде, Г. Е. Русанова; Всерос. НИИ птицеперераб. пром-сти. — Ржавки, 2012. — 167 с.
- Безопасность продуктов питания — одна из основных проблем современной птицепромышленности: материалы мониторинга зарубеж. печати / соавт.: Н. И. Риза-Заде, Г. Е. Русанова; Всерос. НИИ птицеперераб. пром-сти. — Ржавки, 2013. — 183 с.

## Награды и звания
- Заслуженный работник пищевой индустрии Российской Федерации (2002);
- Премия Правительства Российской Федерации (2000);
- Орден Почёта (2009);
- Орден Дружбы народов (1981);
- Медаль «За трудовую доблесть» (1966);
- Медаль «За доблестный труд. В ознаменование 100-летия со дня рождения Владимира Ильича Ленина» (1970);
- Медаль «Ветеран труда» (1993);
- Медаль «В память 850-летия Москвы» (1997);
- Золотая и две серебряные медали ВДНХ.